# ОШ „Свети Сава” Суботинац
ОШ „Свети Сава” у Суботинцу је једна од установа основног образовања на територији општине Алексинац, која је почела са радом школске 1865/66. године.

## Историјат
Прва школска зграда изграђена је 1890. године на државном плацу преко пута куће Богоја Милошевића у којој се до тада одржавала школска настава. На истом школском дворишту, 1892. године, изграђена је нова школска зграда, друга по реду. У почетку, школовање ђака је била привилегија само за мушкарце из имућнијих породица. Први женски ђак, који се школовао у Суботинцу 1905/06.године, била је Загорка Јонић, ћерка учитеља Драгутина Јонића.
За време Првог светског рата школа није радила, па су после рата, школу похађали ученици и ученице и са 15 година старости. Године 1919. у школу је уписано 26 ученика, а уочи Другог светског рата број ученика је био 135. За време Другог светског рата школа је непрекидно радила, сем једног кратког периода када је у њој боравила немачка војска. У послератном периоду, од 1947. до 1950. године, школа у Суботинцу је била центар културног живота у селу. Организовала је течајеве за описмењавање и организовала позоришне представе.
Године 1954. ресторан рудника „Шкриљац” адаптиран је и прераста у осмогодишњу школу под називом „Озренски партизани”. Кроз школу у Суботинцу прошао је велики број ученика, од којих је њих 112 завршило више и високе школе. Најпознатији међу њима су 
Гордана Јовић удата Брајовић – позната новинарка и песникиња и Дејан Тривунац – познати вајар .

## Одељење у Мозгову
Општина Мозгово је, у време отварања основне школе у Мозгову, обухватала села Мозгово и Брадарац. По закону о Устројенију основних школа у Књажевству Србији из 1857. године, Мозгово је спадало у оне општине које су имале мање од 400 домова и мање од 25 ученика основне школе. Због тога Мозгово није могло да има редовну (државну) већ само споредну основну школу.
Основна школа у Мозгову је почела са радом 1. фебруара 1859.године. Учитељ у тој школи био је Ђорђе Ђорђевић, родом из Аустрије. Пошто је школа отворена без сагласности Министарства просвете, срески капетан је, месец дана након отварања школе, написао молбу и упутио је министру просвете марта 1859.године. Молба за отварање споредне школе није услишена па су Мозговчани били принуђени да затворе тек отворену основну школу. Тек је на четврту молбу позитивно одговорено те је Министарство просвете 1. септембра 1860. године донело указ о отварању споредне школе у селу Мозгову.
За време друге владавине кнеза Михаила (1860—1868), донет је Закон устројства основних школа и школа у Мозгову  постаје државна, односно редовна. Одлука је донета 24. октобра (5. новембра) 1863. године.

## Одељење у Бовну
Школа у Бовну постоји од 1907.године. Током свог стогодишњег постојања, одиграла је значајну улогу у културном и просветном животу заједнице и представљала добру основу за настављање школовања у вишим разредима.